# Course urbaine de Bâle
La course urbaine de Bâle (en allemand : Basler Stadtlauf) est une course à pied populaire qui a lieu annuellement le dernier samedi de novembre dans les rues de Bâle, en Suisse.

## Histoire
La course élite n'a pas lieu lors de l'édition 2019. La plupart des coureurs invités n'ayant pas répondu présent, notamment en raison du chevauchement de dates avec la course de l'Escalade tenue le même week-end, les organisateurs ont décidé de se concentrer sur les courses populaires pour cette année.
L'édition 2020 est annulée en raison de la pandémie de Covid-19.

## Organisation
Les distances sont de 1 à 1,6 km pour les scolaires, 5,5 km pour les coureurs populaires, 7,8 km pour les coureuses d'élite et 10 km pour les coureurs d'élite.
Le parcours circulaire commence sur la place de la Cathédrale (Münsterplatz), se poursuit à travers les rues parées des décorations de Noël, la place du marché puis passe le Rhin dans un sens sur le Mittlere Brücke et dans l'autre sur le Wettsteinbrücke pour se terminer sur la place du Marché, point d'arrivée pour tous les coureurs après un nombre de tours variable selon la catégorie.
Créée en 1983, cette compétition populaire a rassemblé plus de 8 000 personnes en 2007.
La course urbaine de Bâle fait partie de la Post-Cup de Suisse.

## Vainqueurs
Depuis 2013, les athlètes élites masculins parcourent 4 boucles et demie (7,5 km) tandis que leurs homologues féminines parcourent 3 boucles et demie (5,9 km).
| Année | Hommes                                              | Temps                                               | Femmes                                              | Temps                                               |
| ----- | --------------------------------------------------- | --------------------------------------------------- | --------------------------------------------------- | --------------------------------------------------- |
| 1983  | Pierre Délèze                                       | 24 min 51 s 3                                       | Barbara Bendler                                     | 18 min 58 s 0                                       |
| 1984  | Pierre Délèze                                       | 26 min 50 s                                         | Cornelia Bürki                                      | 23 min 31 s                                         |
| 1985  | Pierre Délèze                                       | 25 min 29 s 93                                      | Cornelia Bürki                                      | 23 min 07 s 4                                       |
| 1986  | Pierre Délèze                                       | 26 min 57 s                                         | Cornelia Bürki                                      | 25 min 41 s                                         |
| 1987  | Pierre Délèze                                       | 27 min 28 s 7                                       | Cornelia Bürki                                      | 25 min 06 s 7                                       |
| 1988  | Ivan Uvízl                                          | 26 min 37 s 1                                       | Cornelia Bürki                                      | 25 min 30 s 6                                       |
| 1989  | Markus Ryffel                                       | 26 min 37 s 8                                       | Jeanne-Marie Pipoz                                  | 24 min 26 s 8                                       |
| 1990  | Pierre Délèze                                       | 26 min 52 s                                         | Jana Kučeríková                                     | 25 min 13 s                                         |
| 1991  | Carsten Eich                                        | 26 min 03 s 6                                       | Daria Nauer                                         | 24 min 42 s 7                                       |
| 1992  | Dieter Baumann                                      | 26 min 19 s 5                                       | Daria Nauer                                         | 24 min 22 s 5                                       |
| 1993  | Pierre Délèze                                       | 26 min 51 s 9                                       | Daria Nauer                                         | 25 min 03 s 7                                       |
| 1994  | Luboš Šubrt                                         | 26 min 34 s 3                                       | Daria Nauer                                         | 24 min 40 s 5                                       |
| 1995  | Sammy Kipruto Sang                                  | 27 min 07 s                                         | Kathrin Weßel                                       | 25 min 05 s                                         |
| 1996  | Carsten Eich                                        | ?                                                   | Leah Malot                                          | ?                                                   |
| 1997  | Thomas Lotik                                        | 26 min 10 s                                         | Leah Malot                                          | 24 min 24 s                                         |
| 1998  | Sammy Kipruto Sang                                  | 26 min 49 s 7                                       | Leah Malot                                          | 24 min 39 s 1                                       |
| 1999  | John Kandie                                         | 26 min 47 s 7                                       | Leah Malot                                          | 24 min 27 s 3                                       |
| 2000  | Mike Tanui                                          | 28 min 46 s 5                                       | Leah Malot                                          | 25 min 16 s 7                                       |
| 2001  | Sammy Kipruto Sang                                  | 29 min 12 s 3                                       | Lilian Chelimo                                      | 25 min 25 s 0                                       |
| 2002  | Hosea Kipurgat Kogo                                 | 28 min 43 s 8                                       | Leah Malot                                          | 24 min 47 s 0                                       |
| 2003  | Moses Kigen                                         | 28 min 26 s 5                                       | Zenebech Tola                                       | 24 min 48 s 6                                       |
| 2004  | Moses Kigen                                         | 28 min 22 s 8                                       | Zenebech Tola                                       | 25 min 07 s 7                                       |
| 2005  | Günther Weidlinger                                  | 28 min 34 s 6                                       | Aster Bacha                                         | 25 min 12 s 4                                       |
| 2006  | Johnstone Chepkwony                                 | 28 min 11 s 2                                       | Caroline Chepkwony                                  | 25 min 33 s 7                                       |
| 2007  | Tolossa Chengere                                    | 28 min 48 s 7                                       | Sabine Fischer                                      | 25 min 21 s 8                                       |
| 2008  | Tolossa Chengere                                    | 28 min 56 s 8                                       | Sabine Fischer                                      | 25 min 19 s 4                                       |
| 2009  | John Nzau Mwangangi                                 | 28 min 36 s 6                                       | Jane Muia                                           | 25 min 24 s 8                                       |
| 2010  | Fredrick Musyoki Ndunge                             | 23 min 25 s 4                                       | Jane Muia                                           | 25 min 57 s 3                                       |
| 2011  | Tadesse Abraham                                     | 28 min 42 s 0                                       | Jane Muia                                           | 25 min 38 s 9                                       |
| 2012  | Tadesse Abraham                                     | 27 min 05 s 8                                       | Jane Muia                                           | 25 min 48 s 3                                       |
| 2013  | Tadesse Abraham                                     | 22 min 09 s 3                                       | Jane Muia                                           | 19 min 43 s 0                                       |
| 2014  | Tadesse Abraham                                     | 21 min 42 s 6                                       | Fabienne Schlumpf                                   | 19 min 23 s 3                                       |
| 2015  | Tadesse Abraham                                     | 21 min 44 s 8                                       | Helen Tola                                          | 19 min 23 s 7                                       |
| 2016  | Tadesse Abraham                                     | 21 min 43 s 4                                       | Helen Tola                                          | 19 min 25 s 1                                       |
| 2017  | Julien Wanders                                      | 21 min 48 s 7                                       | Helen Tola                                          | 19 min 32 s 0                                       |
| 2018  | Julien Wanders                                      | 21 min 23 s 6                                       | Helen Tola                                          | 18 min 45 s 2                                       |
| 2020  | Course annulée en raison de la pandémie de Covid-19 | Course annulée en raison de la pandémie de Covid-19 | Course annulée en raison de la pandémie de Covid-19 | Course annulée en raison de la pandémie de Covid-19 |
| 2021  | Filmon Teklebrhan-Berhe                             | 15 min 48 s 3                                       | Céline Kaiser                                       | 18 min 17 s 1                                       |
| 2022  | Tobia Pezzati                                       | 16 min 17 s 4                                       | Céline Kaiser                                       | 18 min 09 s 7                                       |
| 2023  | Louis Dolce                                         | 16 min 22 s 6                                       | Judith Wyder                                        | 17 min 54 s 8                                       |
| 2024  | Omar Tareq                                          | 16 min 26 s 7                                       | Lilly Nägeli                                        | 19 min 01 s 3                                       |

 Record de l'épreuve

## Records
- Record actuel homme (4,5 tours / 7,5 km) :  Julien Wanders en 21 min 23 s 6 en 2018
- Record actuel femme (3,5 tours / 5,9 km) :  Helen Tola en 18 min 45 s 2 en 2018